# Corriere dell'Umbria
Le Corriere dell'Umbria est un journal quotidien italien dont le siège est à Pérouse qui est diffusé depuis le 18 mai 1983.

## Ligne éditoriale
Le Corriere dell'Umbria comporte trois éditions locales : Pérouse, Foligno / Spolète et Terni. La majorité des pages traite de la vie des provinces de l'Ombrie Pérouse et Terni.